# Avonturen Doolhof
Avonturen Doolhof is een voormalig klein doolhof in attractiepark de Efteling. Het doolhof lag in het Reizenrijk en was geopend van 1995 tot en met 5 september 2021. De attractie werd ontworpen door Henny Knoet.
Het doolhof was speciaal bedoeld voor kinderen. Bezoekers mogen het doolhof dan ook alleen betreden als zij, zonder te bukken, onder de boog (van 1,5 meter hoog) bij de ingang door konden.
Het doolhof bevatte een aantal speciale effecten zoals een brug waar water overheen werd gespoten en waar je de stralen moest ontwijken, een bruggetje waar van onderaf lucht door werd gespoten, een rubberen traliewerk waar je doorheen kon klauteren, een poort die telkens maar voor een korte tijd open ging, een plastic standbeeld, een verrekijker en een huisje. De ingang is tevens de uitgang.

## Sluiting
In juni 2021 werd bekendgemaakt dat het Avonturen Doolhof ging verdwijnen en in de plaats een waterspeelplaats, genaamd Archipel, ging komen in thema van Sindbad de Zeeman. Daarbij zal ook de naastgelegen attractie Monsieur Cannibale omgebouwd worden en vanaf eind 2021 Sirocco heten. De verrekijker en het perkament die te vinden waren in het doolhof zijn in 2021 al verplaatst naar het nieuwe speelbos Nest!.

## Galerij

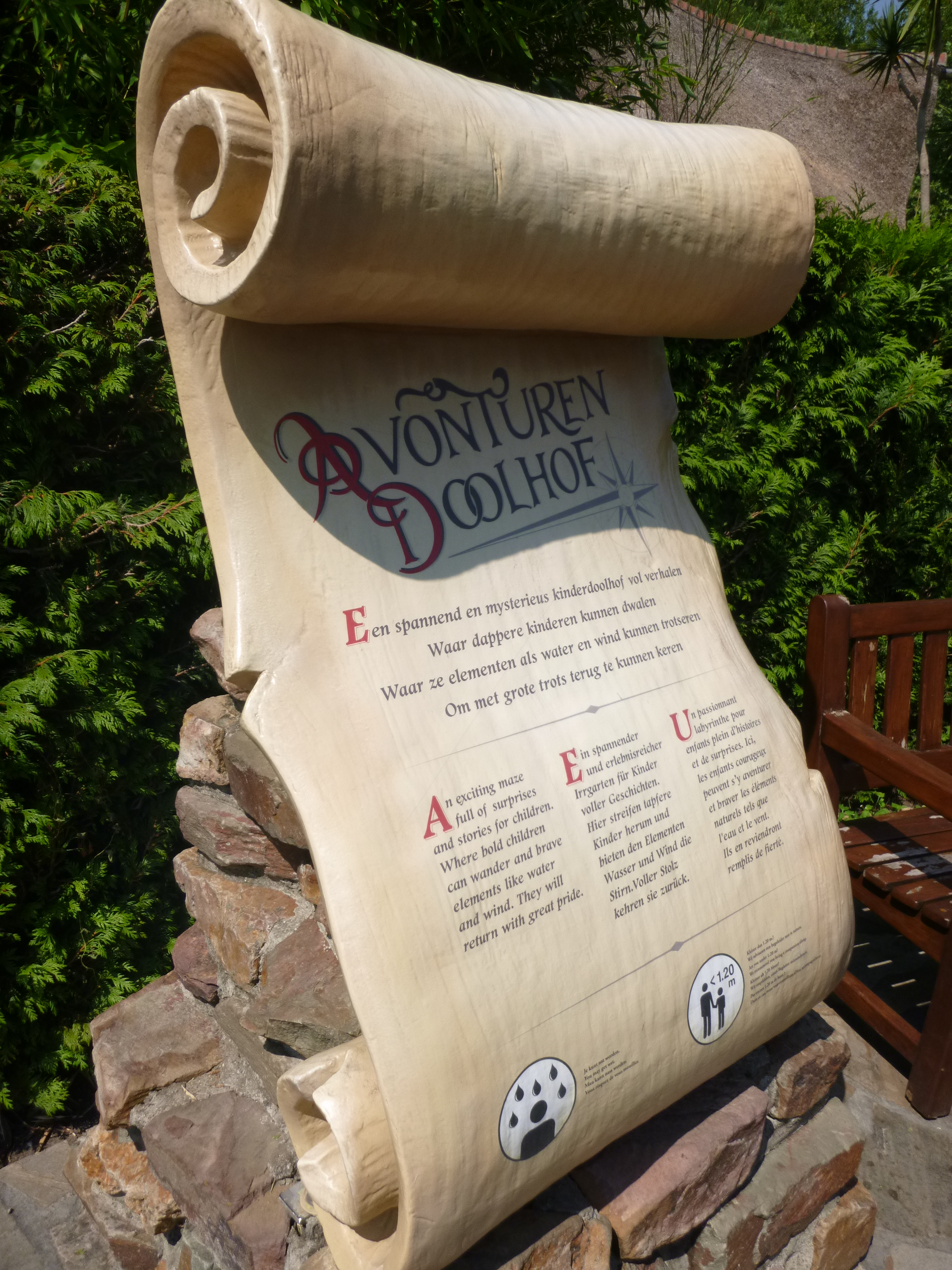
Perkament bij de ingang
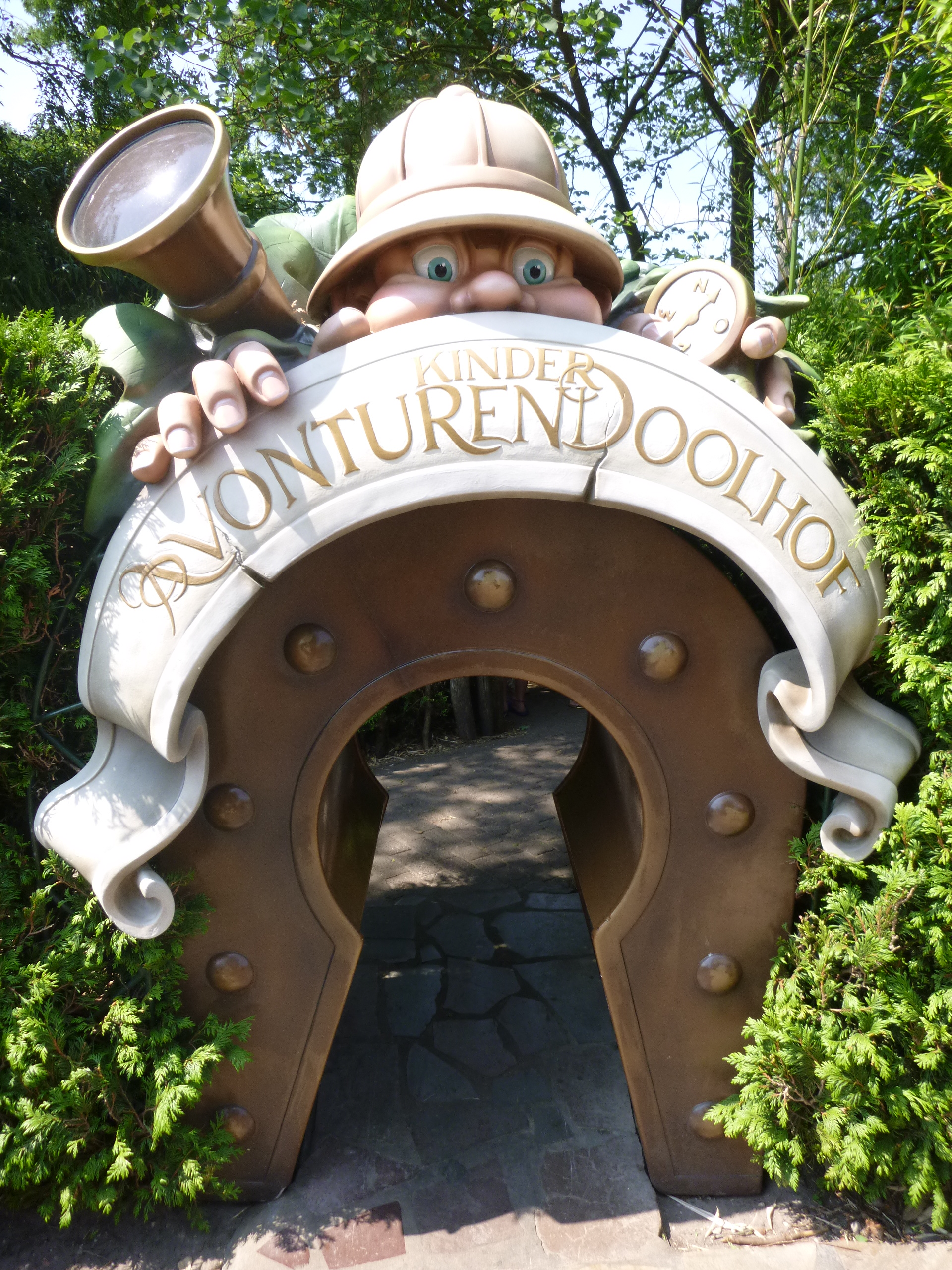
Sleutelgat bij de ingang
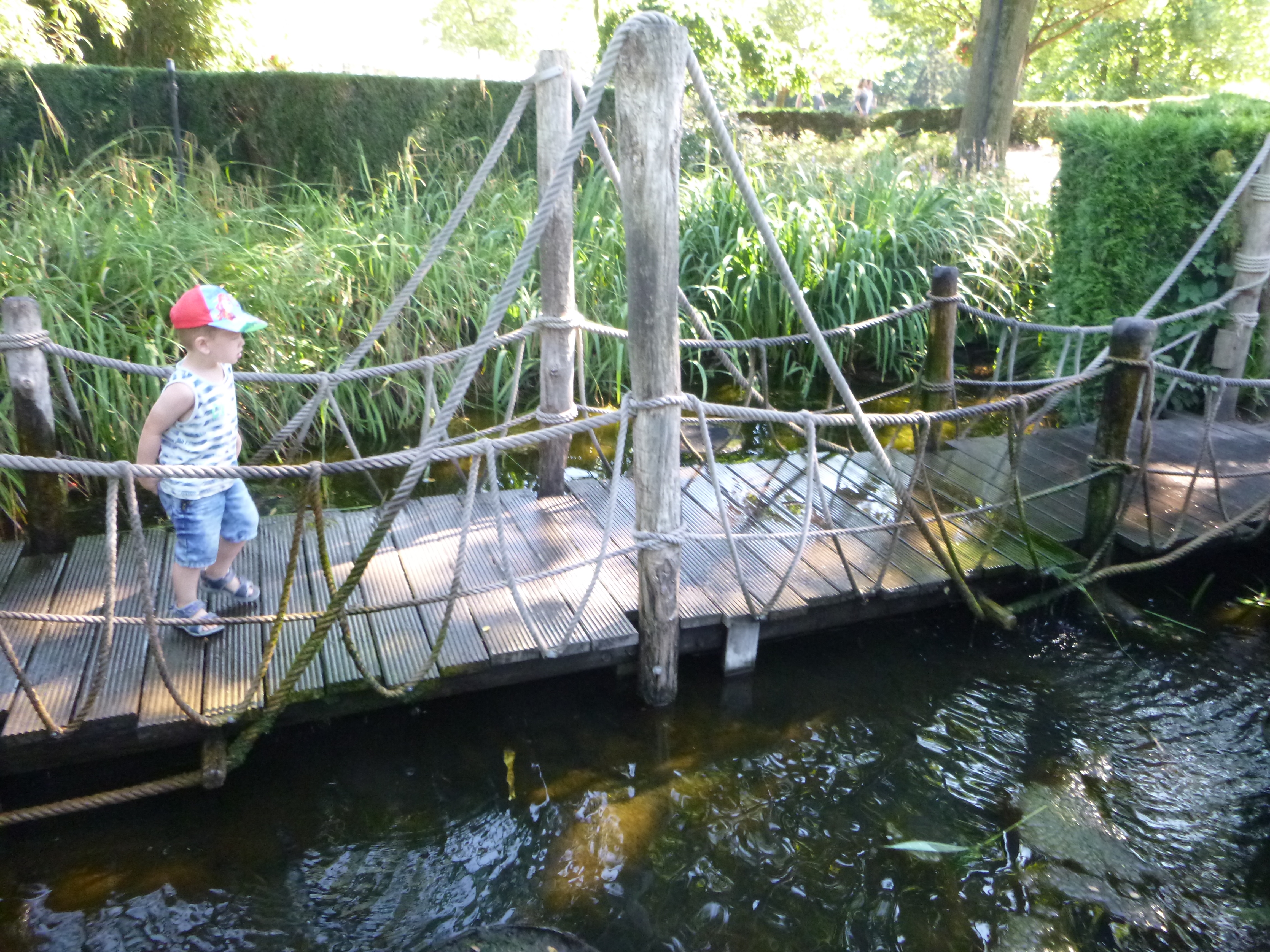
Brug met watereffecten
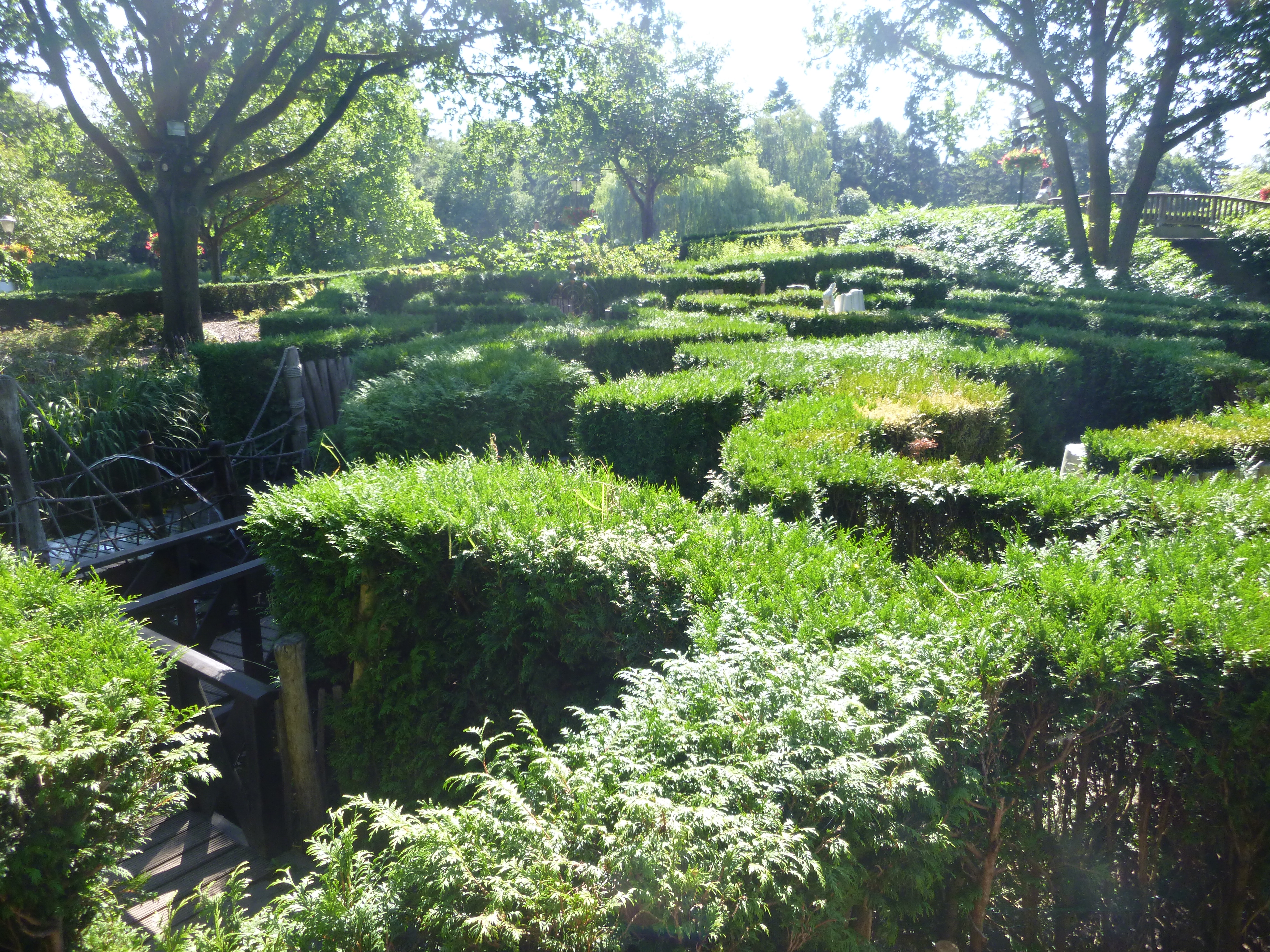
Bovenaanzicht
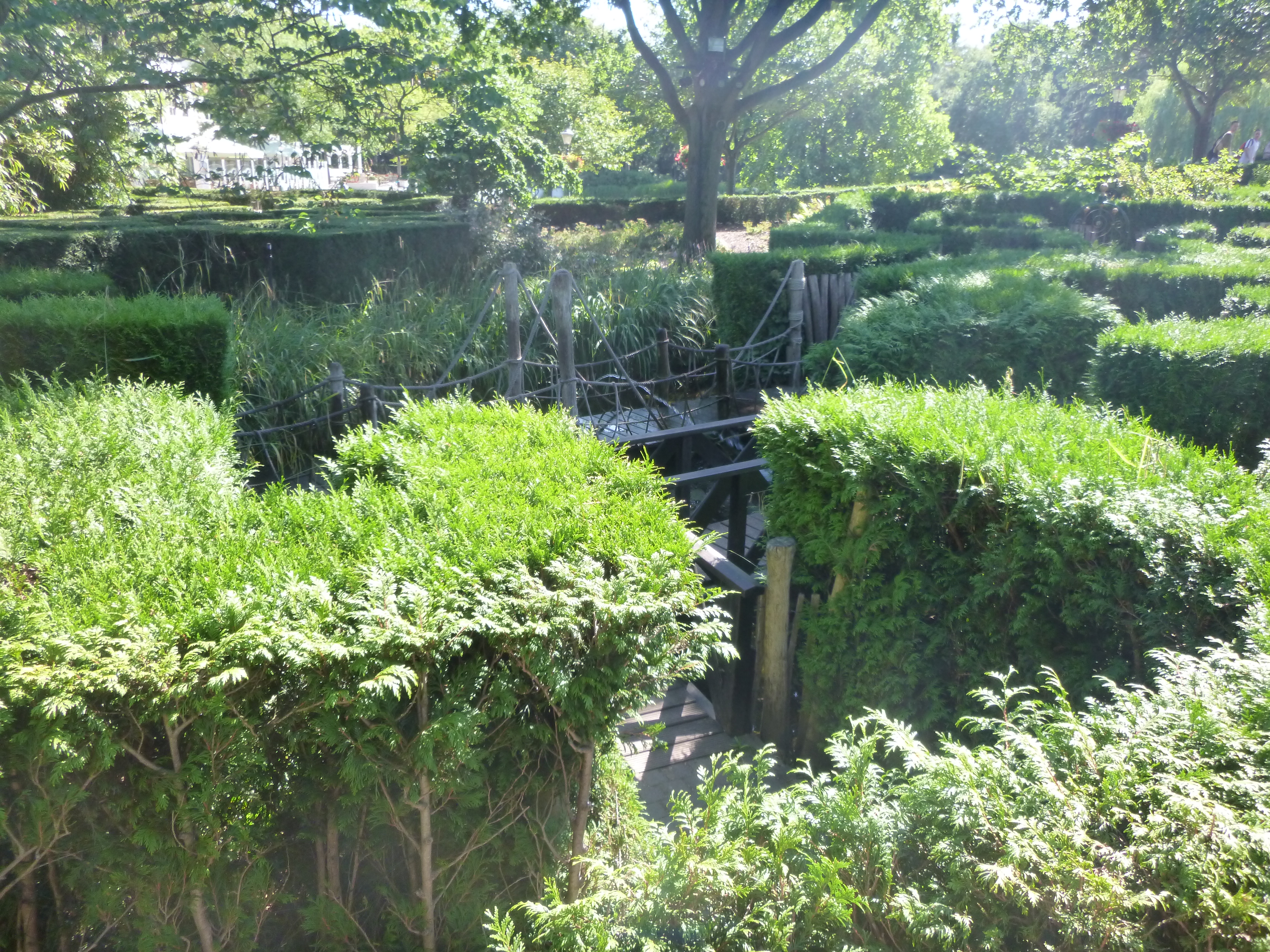
Bovenaanzicht
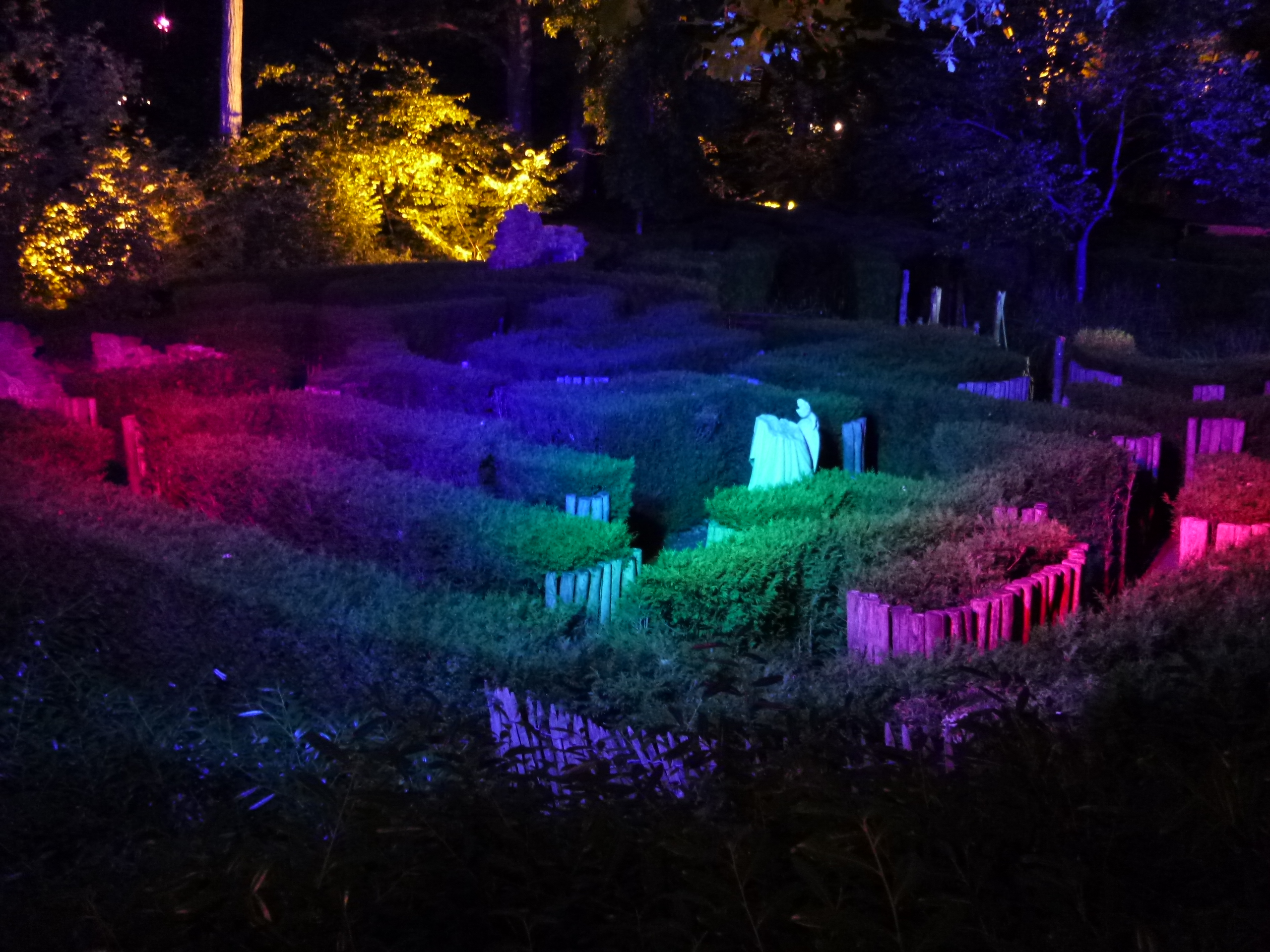
Bovenaanzicht gedurende de nacht
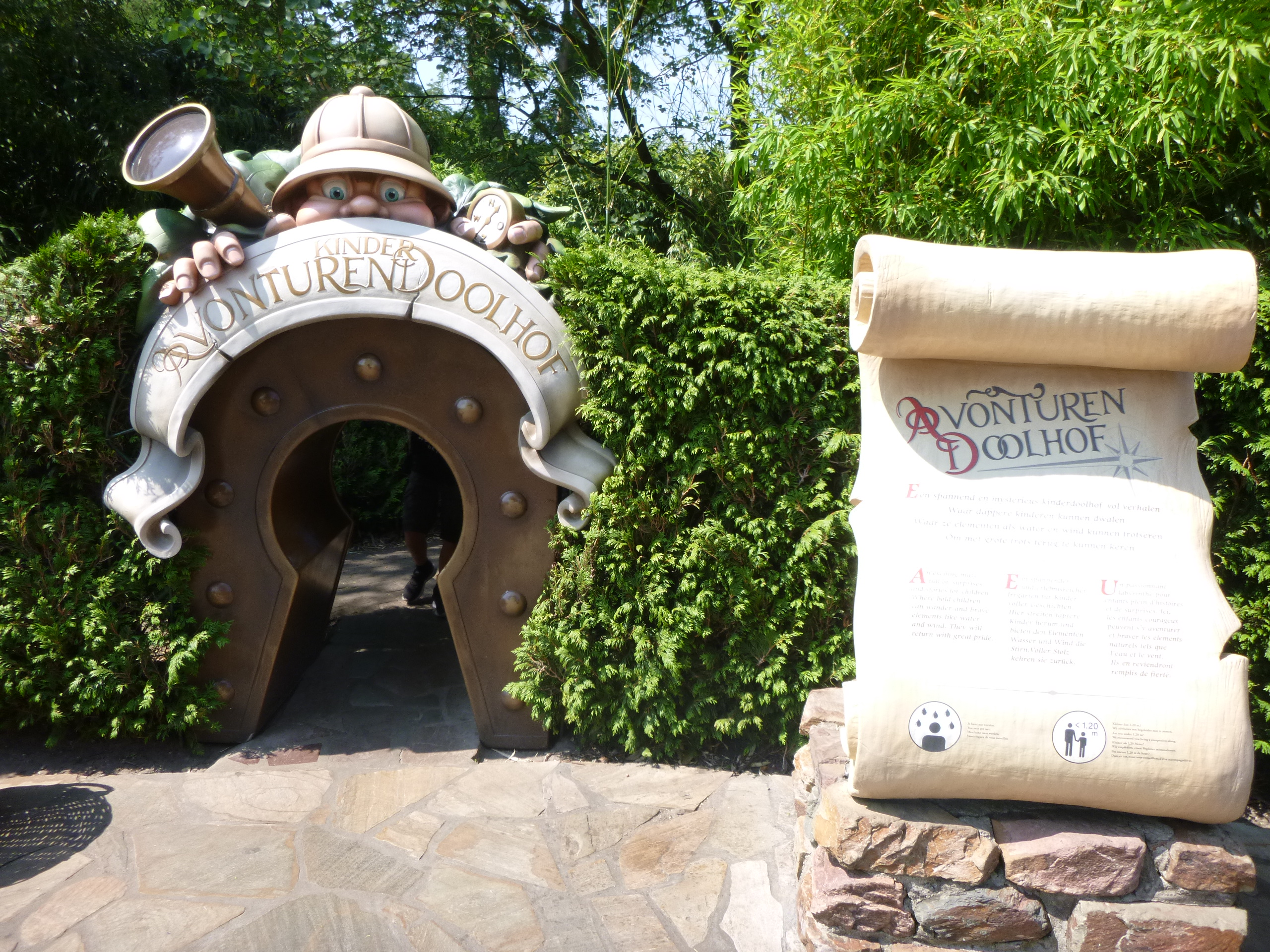
Overzichtsfoto ingang